# خاندان هوگو
خاندان هْوُگّْوَ از خاندان‌های برجسته ایران باستان بوده‌است. یکی از افراد این خاندان به نام فرشوشتر هوگو (Frashushtar hvogva) پدرزن زرتشت و یکی از نخستین گروندگان به دین او بوده‌است. فرشوشتر و برادرش جاماسب هوگو هر دو وزیر گشتاسب‌شاه بودند و از مزداپرستان نامبردار بشمار می‌آیند که در سرتاسر اوستا از آنان با درود و ستایش یاد می‌شود. شهاب‌الدین سهروردی در کتاب حکمةالاشراق خود فرشوشتر یا فرشادشور[ هر دو نام متعلق به یک شخص میباشد ] را در تراز جاماسب و بزرگمهر از خردورزان و فیلسوفان ایران کهن می‌داند که روش فلسفی آنان قاعده فلسفه اشراق در نور و تاریکی بوده‌است. 

## منبع
- برگرفته از اوستا، گزارش و پژوهش جلیل دوستخواه، تهران ۱۳۷۴ ص ۱۰۲۲